# Arachnactis
Arachnactis is een geslacht van neteldieren uit de klasse van de Anthozoa (bloemdieren).

## Soorten
- Arachnactis albida Sars, 1846
- Arachnactis indica Panikkar, 1947
- Arachnactis panikkari Nair, 1949
- Arachnactis sibogae McMurrich, 1910
- Arachnactis valdiviae Carlgren, 1924